# Urocotyledon inexpectata
Urocotyledon inexpectata — вид геконоподібних ящірок родини геконових (Gekkonidae). Ендемік Сейшельських Островів.

## Поширення і екологія
Urocotyledon inexpectata мешкають на островах Сейшельського архіпелагу, зокрема на Мае, Силует, Норт, Праслен, Норт-Казін, Саут-Казін, Арід, Бубі, Кюр'єз, Фелісіте, Іст-Сістер, Коко і Фрегат. Вони живуть в сухих і вологих тропічних лісах та на кокосових плантаціях, трапляються в садах і поблизу людських поселень, на висоті до 300 м над рівнем моря.